# Neil Young
Neil Percival Young, född 12 november 1945 i Toronto, Ontario, är en kanadensisk-amerikansk musiker, gitarrist, sångare, låtskrivare och uppfinnare. Young har haft framgångar både som soloartist och som medlem i grupperna Buffalo Springfield och Crosby, Stills, Nash & Young. Han har valts in i Rock and Roll Hall of Fame två gånger, 1995 som soloartist och 1997 med Buffalo Springfield.

## Biografi

### Uppväxt och tidig karriär
Neil Young föddes i Toronto och växte upp i småstaden Omemee i Ontario, Kanada. Vid sex års ålder drabbades han av polio vilket försvagade hans vänstra sida; han har fortfarande en lätt hälta till följd av detta. Under återhämtningen från sjukdomen bodde han ett år i Florida. Efter att hans föräldrar skilt sig flyttade Young 1957 med sin mor till Winnipeg. Där inledde han sin musikkarriär under highschool-tiden.
Han spelade i flera olika lokala band, bland dem The Squires, som hade en mindre hit med låten "The Sultan". Han var även med i Rick James-frontade Mynah Birds. 1966 flyttade han till Los Angeles där han bildade gruppen Buffalo Springfield tillsammans med Stephen Stills, Richie Furay, Dewey Martin och Bruce Palmer. Under de två år gruppen var aktiv hann man släppa tre album, med kända låtar som "For What It's Worth" och "Mr. Soul". Young var tillsammans med Stills gruppens huvudsakliga låtskrivare.
När gruppen upplöstes 1968 inledde Young en solokarriär och släppte året efter solodebuten Neil Young. 1969 kom även hans andra soloalbum, Everybody Knows This Is Nowhere, till vilket han värvat gruppen The Rockets, vilken bytte namn till Crazy Horse, som kompband, ett samarbete som skulle fortsätta på flera av hans senare album. Crazy Horse bestod då av gitarristen Danny Whitten, basisten Billy Talbot och trummisen Ralph Molina. Senare samma år återförenades Young med Stephen Stills i supergruppen Crosby, Stills & Nash, som då bytte namn till Crosby, Stills, Nash & Young och som debuterade på scen i Chicago 17 augusti 1969, gruppens andra spelning blev på Woodstockfestivalen dagen efter. Man spelade även på Altamont Speedway Free Concert i december. Året därpå släppte gruppen albumet Déjà Vu, vilket blev en stor succé. En turné följde, vilket resulterade i livedubbelalbumet 4 Way Street året 1971.

### 1970-tal: Genombrott som soloartist

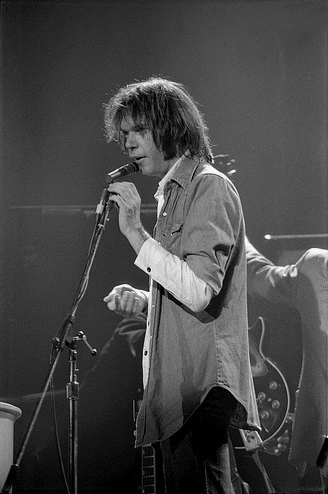
Young under en konsert i Austin, Texas 1976.

Under 1970-talet återgick sedan Young till sin solokarriär och gav ut sitt tredje soloalbum, After the Gold Rush 1970. Det innehöll bland annat låten "Southern Man", till vilken gruppen Lynyrd Skynyrd senare skulle replikera med låten "Sweet Home Alabama". 1972 fick han sin första verkligt stora hit som soloartist med countryrockalbumet Harvest, till vilket han hade satt ihop det nya kompbandet The Stray Gators. Albumet innehöll bland annat singelhiten "Heart of Gold" och låten "The Needle and the Damage Done", som Young skrev om Danny Whitten och dennes allt allvarligare narkotikaproblem. Young beslutade sig för att ge Whitten en chans och värvade honom till turnén som skulle följa på albumet, men sparkade honom återigen efter att ha sett att han inte var i skick att spela. Han gav då Whitten en flygbiljett till Los Angeles och 50 dollar i handen. Whitten dog i en överdos senare samma dag, den 18 november 1972, 29 år gammal. Young tog detta mycket hårt och hade under en lång tid dåligt samvete för händelsen.
De två albumen Déjà Vu och Harvest hade gjort Neil Young till en stjärna och ett av de stora namnen inom countryrocken. Han trivdes dock inte riktigt med detta och de album som nu följde blev mindre kommersiella. Påverkade av Whittens och roadien Bruce Berrys död, båda till följd av överdoser, blev de också betydligt mörkare än hans tidigare. Under denna period spelade han in albumen Time Fades Away (1973), On the Beach (1974) och Tonight's the Night (1975), som är inspelningar gjorda 1973 med resterna av Crazy Horse förstärkta med Nils Lofgren på gitarr och Ben Keith på steel guitar. På Zuma (1975) var han dock tillbaka i sin gamla form, med ett återskapat Crazy Horse med Frank Sampedro på gitarr.
1976 bildade han tillsammans med Stephen Stills The Stills-Young Band. De gav ut albumet Long May You Run samma år och påbörjade en turné. Efter bara åtta framträdanden (av trettio planerade) tröttnade dock Young och på väg till nästa konsert i New Orleans beordrade han istället sin förare att ta av mot Nashville. Young spelade därefter in countryrockinfluerade American Stars 'n Bars (1977) och Comes a Time (1978), båda med medverkan av sångerskan Nicolette Larson.
I slutet av 1978 påbörjade Young sin "Rust Never Sleeps"-turné. Han spelade nya låtar, halva konserten solo och den andra halvan med Crazy Horse. Turnén gav upphov till två album, Rust Never Sleeps, med nya låtar men en del överdubbning, och Live Rust, genuint liveinspelad med en blandning av nya och gamla låtar. Även en film, regisserad av Young under pseudonymen Bernard Shakey, släpptes, även den med titeln Rust Never Sleeps.

### 1980-tal: Nya vägar
Under 1980-talet tog Young helt nya vägar och testade helt olika musikstilar. Efter albumet Re-ac-tor (1981) bytte han skivbolag från Reprise Records, vilket gett ut alla hans soloalbum fram till dess, till Geffen Records. Hans album under tiden på Geffen skilde sig mycket både från hans tidigare produktion och sinsemellan. Till exempel experimenterade han med synthar och elektronisk musik på Trans (1982), spelade rockabilly på Everybody's Rockin' (1983) och renodlad country på Old Ways (1985). Framgångarna uteblev dock mestadels, såväl i responsen från kritikerna som försäljningsmässigt. Han blev rent av stämd av skivbolaget, då de ansåg att hans musik var för okommersiell och "orepresentativ", det vill säga inte tillräckligt lik den han tidigare spelat.
Efter albumet Life (1987) gick han tillbaka till Reprise Records. Bytet innebar dock inget omedelbart lyft i skivförsäljningen när han nydebuterade med This Note's for You 1988. Han spelade samma år också in ett nytt album med Crosby, Stills, Nash & Young, American Dream, även det utan större framgångar. En vändning kom 1989 med albumet Freedom, med bland annat den populära låten "Rockin' in the Free World".

### 1990-tal: Godfather of Grunge

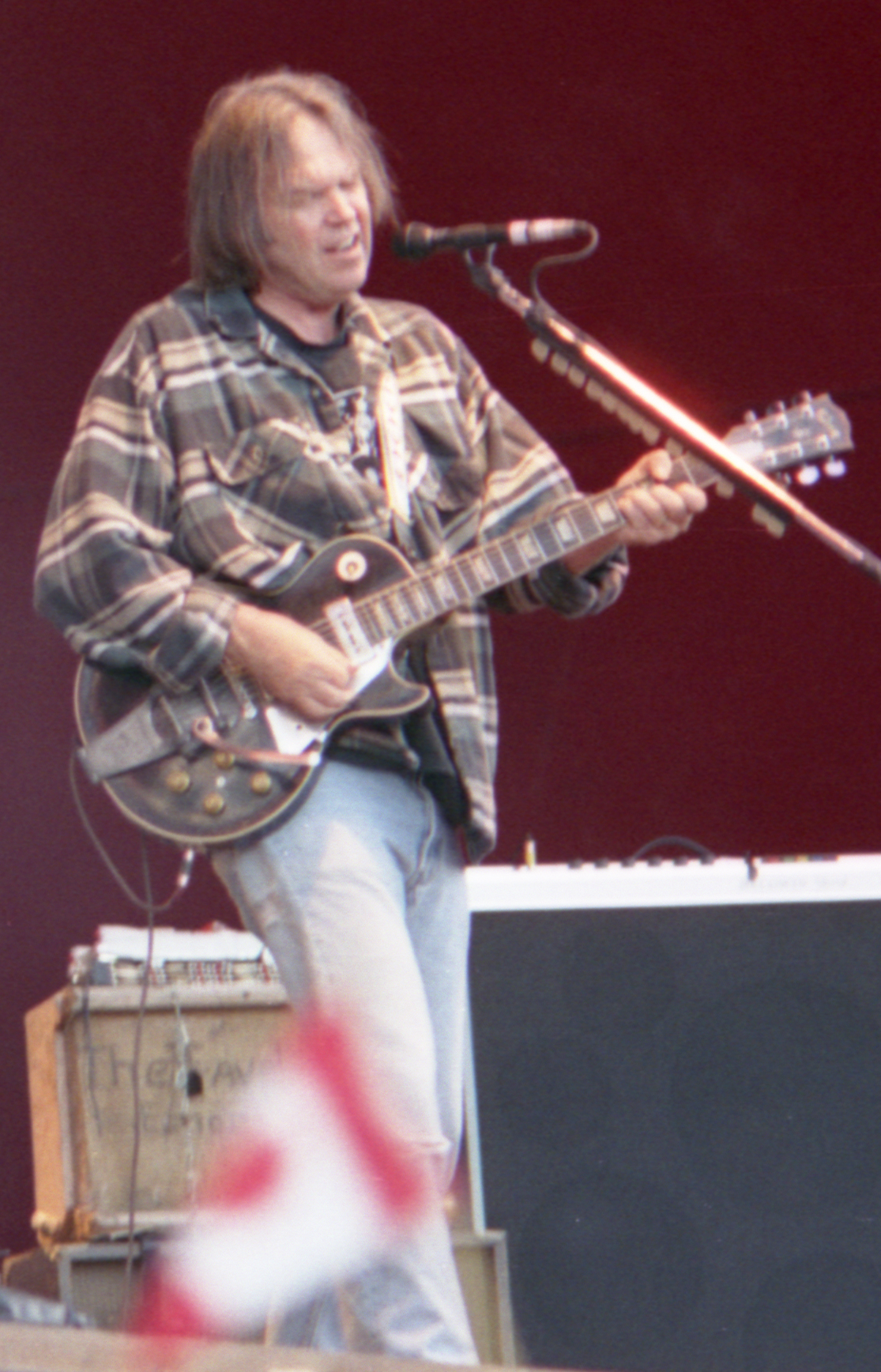
Neil Young 1996.

1990 återförenades Young med Crazy Horse för albumet Ragged Glory, vilket spelades in i en studio inredd i en lada på Youngs ranch. På turnén som följde tog han med sig bandet Sonic Youth. Turnén gav upphov till livealbumet Weld (1991). Dessa aktiviteter under det tidiga 90-talet grundlade Youngs rykte som föregångare inom grungen, till följd av vilket han ibland kallats The Godfather of Grunge. Bland annat har Nirvanas sångare Kurt Cobain angivit honom som en viktig influens.
1992 återvände dock Young återigen till countryrocken med albumet Harvest Moon, en sorts uppföljare till Harvest med i stor utsträckning samma musiker. Albumet blev hans största framgång på många år och följdes upp av ett framträdande i MTV Unplugged vilket gavs ut som album 1993. 1994 gav han, återigen tillsammans med Crazy Horse, ut albumet Sleeps with Angels, en mörkare skiva där titelspåret berör Kurt Cobains självmord tidigare det året. Året därpå släppte han tillsammans med grungebandet Pearl Jam albumet Mirror Ball, varpå en turné med bandet följde. Samma år valdes han också in i Rock and Roll Hall of Fame.

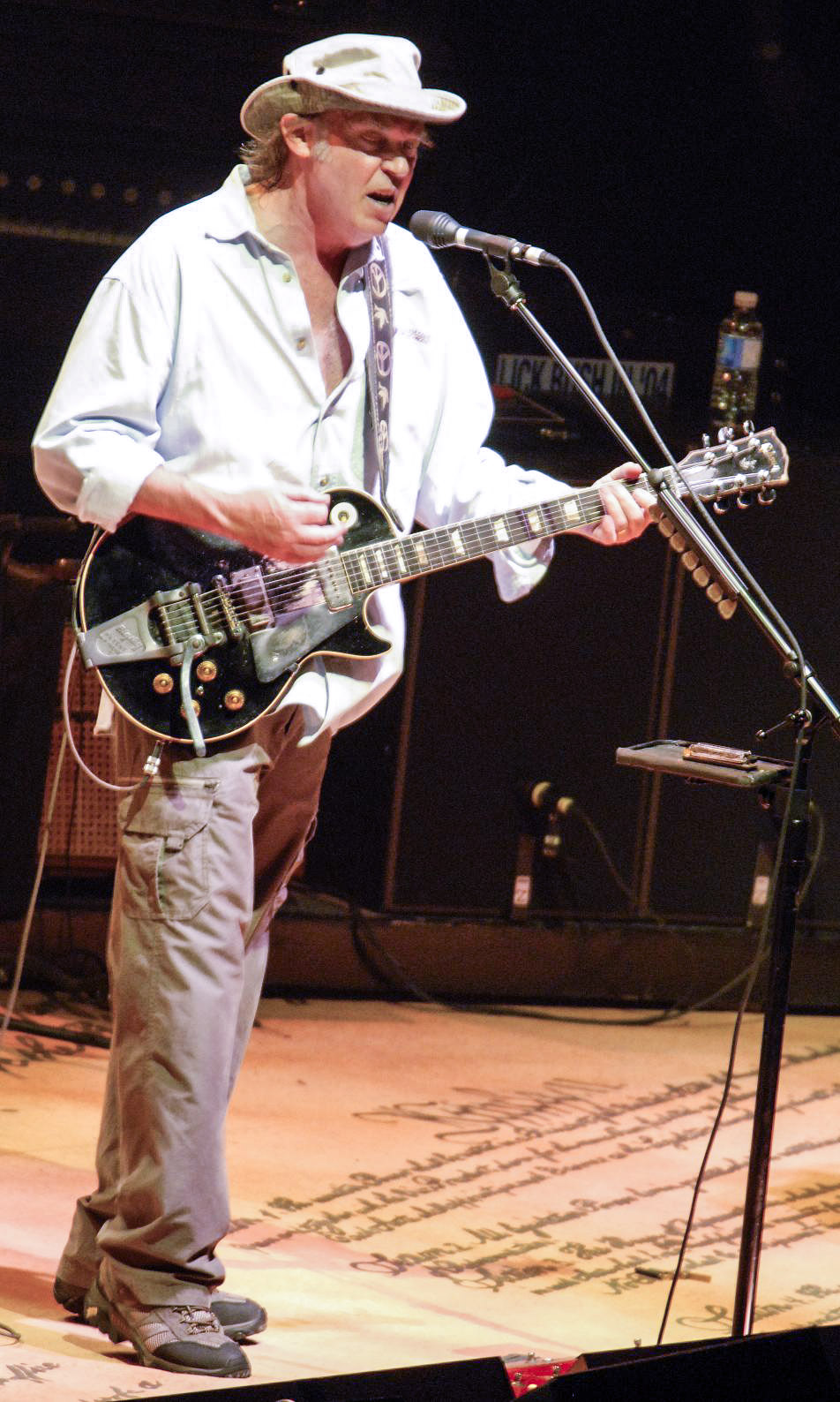
Neil Young under en Crosby, Stills, Nash & Young-konsert 2006.

1996 spelade han tillsammans med Crazy Horse in albumet Broken Arrow, vilket följdes av en kort turné. Jim Jarmusch gjorde en dokumentär om turnén kallad Year of the Horse (1997), vilket också blev titeln på ett livealbum. Han återförenades 1999 med Crosby, Stills & Nash, för första gången på ett decennium, vilket resulterade i albumet Looking Forward och en turné.

### 2000-tal: Fortsatt karriär
2000 var spelade Neil Young, återigen som soloartist, in albumet Silver & Gold och samma år livealbumet Road Rock Vol. 1. Sommaren 2001 gjorde Neil Young tillsammans med Crazy Horse en omfattande Europaturné och spelade bland annat i Stockholm och på Roskildefestivalen. På turnén spelades flera av de låtar som sedan gavs ut på 2002 års Are You Passionate?. Nästa studioprojekt blev Greendale, inspelat 2003 och utgivet samma år. Låtarna premiärspelades, då ännu outgivna, på en akustisk soloturné i Europa våren 2003. Turnén hade premiär i Stockholm. Albumet, ett konceptalbum om livet i en småstad, är ett av Youngs mest ambitiösa och blev även en film med manus och regi av Young, återigen under pseudonymen Bernard Shakey.
31 mars 2005 drabbades Young av aneurysm i hjärnan, vilket krävde ett kirurgiskt ingrepp. Detta hindrade honom dock inte från att arbeta och albumet Prairie Wind, vilket påbörjats före ingreppet, utkom i september samma år. Året därpå spelade han in Living With War, ett kontroversiellt protestalbum mot kriget i Irak och president George W. Bush. Albumet följdes av en turné med Crosby, Stills, Nash & Young kallad Freedom of Speech Tour, där förutom Living With War i sin helhet även klassiska Young- och CSNY-låtar som "Ohio" och "Rockin' in the Free World" spelades.
Albumet Chrome Dreams II släpptes hösten 2007. Skivan består av både nyskrivet och gammalt material, bland annat den episka "Ordinary People" som varit outgiven sedan 1988. Sommaren 2008 gjorde Young en omfattande Europaturné, och spelade bland annat på Roskildefestivalen och Way out West-festivalen i Göteborg. 2009 var han tillbaka i Sverige och spelade då på Where The Action Is-festivalen den 12 juni.
2008 lanserade Young projektet Lincvolt, med målet att bygga om en 1959 års Lincoln Continental med ny teknik i syfte att minska bränsleförbrukningen. Ett album löst baserat på projektet, Fork in the Road, gavs ut i april 2009.
Youngs 33:e studioalbum gavs ut 2010 med titeln Le Noise. Det producerades av Daniel Lanois.
2012 släpptes albumet Americana, som innehöll tolkningar av kända amerikanska folklåtar. Albumet var det första samarbetet med Crazy Horse sedan Greendale 2003. Under inspelningarna av Americana spelades även albumet Psychedelic Pill in, som också släpptes 2012. Samma år gavs även boken En fredsförklaring ut, som är Neil Youngs första självbiografi. Neil Young var initiativtagare till den digitala musikspelaren Pono som fanns till försäljning i oktober 2014. Under 2010-talet har han samarbetat med gruppen Promise of the Real på flera album.
Young tog ånyo upp samarbetet med Crazy Horse 2019 då de tillsammans utgav albumet Colorado. 2021 utkom Barn, också det inspelat tillsammans med Crazy Horse.

### Privatliv
Young gifte sig med sin första fru, restaurangägaren Susan Acevedo, i december 1968. De var tillsammans till oktober 1970, då hon ansökte om skilsmässa.
Från slutet av 1970 till 1975 var Young i ett förhållande med skådespelerskan Carrie Snodgress. Låten "A Man Needs a Maid" från albumet Harvest är inspirerad av att han såg henne i filmen Diary of a Mad Housewife. De träffades kort därefter, och hon flyttade in hos honom på hans ranch i norra Kalifornien. De har en son, Zeke, som föddes den 8 september 1972. Han har diagnostiserats med cerebral pares.
Young träffade sin nästa fru, Pegi Young (född Morton), 1974 när hon arbetade som servitris på en restaurang nära hans ranch (en historia som han berättar i 1992 års låt "Okänd legend"). De gifte sig i augusti 1978 och fick två barn tillsammans, Ben och Amber. Ben har diagnostiserats med cerebral pares, och Amber med epilepsi. Paret var musikaliska kollaboratörer och medgrundare av Bridge School, 1986. De skilde sig 2014 efter 36 års äktenskap. Pegi dog den 1 januari 2019.
2014 började Young dejta skådespelerskan Daryl Hannah. Paret gifte sig den 25 augusti 2018 i Atascadero, Kalifornien.

## Diskografi

### Studioalbum
- 1968 – Neil Young
- 1969 – Everybody Knows This Is Nowhere
- 1970 – After the Gold Rush
- 1972 – Harvest
- 1973 – Time Fades Away
- 1974 – On the Beach
- 1975 – Tonight's the Night
- 1975 – Zuma
- 1976 – Long May You Run (med Stephen Stills)
- 1977 – American Stars 'n Bars
- 1978 – Comes a Time
- 1979 – Rust Never Sleeps
- 1980 – Hawks & Doves
- 1981 – Re-ac-tor
- 1982 – Trans
- 1983 – Everybody's Rockin'
- 1985 – Old Ways
- 1986 – Landing on Water
- 1987 – Life
- 1988 – This Note's for You
- 1989 – Freedom
- 1990 – Ragged Glory
- 1992 – Harvest Moon
- 1994 – Sleeps with Angels
- 1995 – Mirror Ball
- 1996 – Dead Man (soundtrack)
- 1996 – Broken Arrow
- 2000 – Silver & Gold
- 2002 – Are You Passionate?
- 2003 – Greendale
- 2005 – Prairie Wind
- 2006 – Living With War
- 2007 – Chrome Dreams II
- 2009 – Fork in the Road
- 2010 – Le Noise
- 2012 – Americana
- 2012 – Psychedelic Pill[5]
- 2014 – A Letter Home
- 2014 – Storytone
- 2015 – The Monsanto Years
- 2016 – Earth
- 2016 – Peace Trail
- 2017 – Hitchhiker
- 2017 – The Visitor
- 2019 – Colorado
- 2020 – Homegrown
- 2021 – Barn
- 2022 – World Record
- 2023 – Chrome Dreams

### Livealbum
- 1979 – Live Rust
- 1991 – Weld
- 1991 – Arc
- 1993 – Unplugged
- 1997 – Year of the Horse
- 2000 – Road Rock Vol. 1
- 2006 – Live at the Fillmore East
- 2007 – Live at Massey Hall 1971
- 2008 – Sugar Mountain: Live at Canterbury House 1968
- 2009 – Dreamin' Man Live '92
- 2011 – A Treasure
- 2018 – Songs for Judy

### Samlingsalbum
- 1977 – Decade
- 1993 – Lucky Thirteen
- 2004 – Greatest Hits
- 2009 – Neil Young Archives, Vol. 1: 1963-1972

### EP
- 1989 – Eldorado – en EP av Neil Young and The Restless enbart för Japan och Australien

Fotnot: För övriga utgåvor se respektive Buffalo Springfield och Crosby, Stills, Nash & Young.